# Jeruzsálem
Jeruzsálem (héberül: ירושלים  Jerusalájim [jeruʃaˈlajim]; bibliai héber: ירושלם  arabul: القدس  al-Kudsz [alˈqʊds]; ógörögül: Ἱερουσαλήμ/Ἱεροσόλυμα Hieruszalém/Hieroszolüma; latinul: Hierosolyma) város a Közel-Keleten, a Júdeai-hegység egy fennsíkján a Földközi-tenger és a Holt-tenger között. Izrael és a Palesztin Állam fővárosa, mindazonáltal nemzetközileg ezen igények egyike sem elismert széles körben.
A világ egyik legősibb városa; a város mellett (Motza) egy 9000 éves, jelentős település romjaira bukkantak, majd a Dávid városa néven ismert városrész a Kr. e. 4. évezredben népesült be. Az ókori mezopotámiai ékírásos táblákon Urusalima néven említették. A Kr. e. 8. században a Júdai Királyság vallási és közigazgatási központjává fejlődött. Hosszú történelme során legalább kétszer lerombolták, és számos alkalommal cserélt gazdát. 1538-ban, Nagy Szulejmán alatt városfalakkal vették körül, melyek kijelölik a mai Óvárost. A modern Jeruzsálem messze túlnőtt a városfalakon.
Jeruzsálemet az ábrahámi vallások – a judaizmus, a kereszténység és az iszlám – mindegyike szent városként tartja számon. A Biblia szerint Dávid király foglalta el, és tette az Egységes Izraeli Királyság fővárosává, majd Salamon felépíttette az első templomot. A „szent város” jelzőt valószínűleg a fogság utáni időszakban kapta. A kereszténység számára a Septuaginta őrizte meg a város szentségét, amit az Újszövetség beszámolója Jézus kereszthaláláról tovább erősített. A szunnita iszlám számára Jeruzsálem a harmadik legszentebb hely Mekka és Medina után; kezdetben ez volt az imairány (kibla), és a Korán szerint Mohamed próféta innen járta meg egy éjjel a Mennyországot. Mindennek megfelelően a mindössze 0,9 km² kiterjedésű Óváros számos szent helyet foglal magába, így a Templom-hegyet  a Siratófallal, a Sziklamecsettel és az Al-Aksza-mecsettel, valamint a Szent Sír-templomot.
Napjainkban Jeruzsálem az izraeli–palesztin konfliktus egyik kulcspontja. Az 1948-as első arab–izraeli háborúban Nyugat-Jeruzsálemet Izrael, Kelet-Jeruzsálemet (az Óvárossal együtt) pedig Jordánia foglalta el és később annektálta. Az 1967-es hatnapos háborúban Izrael Kelet-Jeruzsálemet is elfoglalta, és a környező területekkel együtt Jeruzsálemhez csatolta. Izrael egyik alaptörvénye, az 1980-as Jeruzsálem-törvény szerint Jeruzsálem az ország osztatlan fővárosa. Az izraeli kormányzat minden ága itt működik, beleértve a Kneszetet, a miniszterelnök és az elnök rezidenciáját, valamint a Legfelsőbb Bíróságot. A nemzetközi közösség ugyanakkor nem ismeri el az annexiót, és Kelet-Jeruzsálemet Izrael által megszállt palesztin területnek tekinti.

## Földrajz

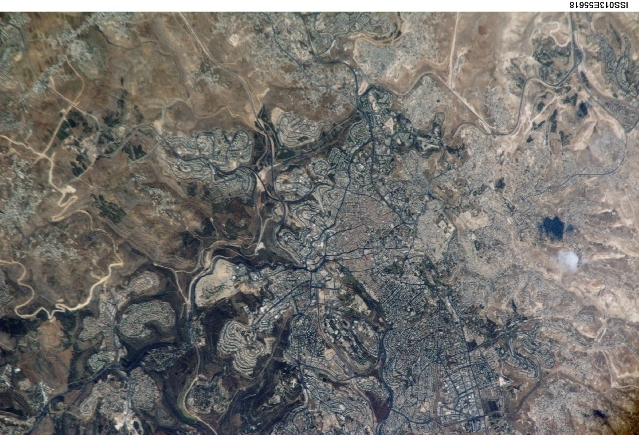
Jeruzsálem műholdképe

A város 750–800 m-es átlagmagasságon fekszik a Földközi-tenger és a Holt-tenger között, a Júdeai-hegyvidéken. Központja az óváros, régi és új kultúrák találkozópontja; a zsidó, keresztény, örmény és muszlim negyedből álló, 1 km²-es városrészt egy közös fal veszi körül.
A város több mészkővonulaton fekszik. A keleti dombvonulat kiemelkedő része Morija hegye, a Templom-hegy, amely a zsidóság és az iszlám számára is rendkívüli jelentőséggel bír. A dombhátakat középütt az ókorban egy sekély völgy választotta le egymástól, amit Iosephus Flavius Tyropaion-völgynek, a Sajtkészítők völgyének nevez. Ez a völgy napjainkra már teljesen feltöltődött.
Az óváros keleti fala a Kidron-patak völgyére néz. Itt fakad a Gihon-forrás, amelyet már egy az ókorban kiépült alagút révén a városba is fel lehetett vezetni. A forrás vize táplálja Siloe tavát, ami az ókorban a város falain belül helyezkedett el, ma az óváros falain kívül találjuk. A Kidron völgyének túlsó, keleti oldalán emelkedik az Olajfák hegye. Az óvárost nyugat és dél felől a Hinnom völgye határolja, csupán északról csatlakozik a Júdeai-hegyvidék tömbjéhez.

### Éghajlat
A város a termékeny félholdnak keresztelt történelmi régió területén helyezkedik el. Éghajlata mérsékelt égövi, meleg nyarú mediterrán éghajlat. Az éves csapadék 550 mm körüli, amelynek zöme télen hull le, legtöbbször eső, ritkán hó formájában. A hőmérséklet átlagos maximuma a nyári hónapokban 30 Celsius-fok körüli. A tél hidegnek mondható, napközben átlagosan 11 és 5 fok közé hűl a levegő, éjszaka pedig rendszeresek a fagyok decemberben és januárban; a legalacsonyabb mért hőmérséklet -6,7 fok volt. Tavasszal márciusban, áprilisban és ritkán májusban is hideghullámok érhetik el a térséget, ekkor a hőmérséklet napközben 9-15 fok közé süllyed, éjszaka 5-7 fok körül alakul. Ilyenkor a száraz időszakot hűvös esőzések szakíthatják félbe. A nyár hosszú, forró és rendkívül száraz, a hőmérséklet nem ritkán tartósan eléri a 40 fokot anélkül, hogy egy csepp eső is esne.
| Hónap                                                        | Jan. | Feb. | Már. | Ápr. | Máj. | Jún. | Júl. | Aug. | Szep. | Okt. | Nov. | Dec. | Év   |
| ------------------------------------------------------------ | ---- | ---- | ---- | ---- | ---- | ---- | ---- | ---- | ----- | ---- | ---- | ---- | ---- |
| Rekord max. hőmérséklet (°C)                                 | 23,4 | 25,3 | 27,6 | 35,3 | 37,2 | 36,8 | 40,6 | 44,4 | 37,8  | 33,8 | 29,4 | 26,0 | 44,4 |
| Átlagos max. hőmérséklet (°C)                                | 11,8 | 12,6 | 15,4 | 21,5 | 25,3 | 27,6 | 29,0 | 29,4 | 28,2  | 24,7 | 18,8 | 14,0 | 21,6 |
| Átlaghőmérséklet (°C)                                        | 9,1  | 9,5  | 11,9 | 17,1 | 20,5 | 22,7 | 24,2 | 24,5 | 23,4  | 20,7 | 15,6 | 11,2 | 17,6 |
| Átlagos min. hőmérséklet (°C)                                | 6,4  | 6,4  | 8,4  | 12,6 | 15,7 | 17,8 | 19,4 | 19,5 | 18,6  | 16,6 | 12,3 | 8,4  | 13,5 |
| Rekord min. hőmérséklet (°C)                                 | −6,7 | −2,4 | −0,3 | 0,8  | 7,6  | 11,0 | 14,6 | 15,5 | 13,2  | 9,8  | 1,8  | 0,2  | −6,7 |
| Átl. csapadékmennyiség (mm)                                  | 133  | 118  | 92   | 24   | 3    | 0    | 0    | 0    | 1     | 15   | 60   | 105  | 551  |
| Havi napsütéses órák száma                                   | 192  | 226  | 243  | 267  | 331  | 381  | 384  | 365  | 309   | 275  | 228  | 192  | 3393 |
| Forrás: Israel Meteorological Service, Hong Kong Observatory |      |      |      |      |      |      |      |      |       |      |      |      |      |

## Történelem
A mai Jeruzsálem mellett időszámításunk előtt 7000 körül már jelentős település állt. I.e. 1900 körül keletkezett egyiptomi szövegek és az i. e. 14. századi Amarna-levelek név szerint is említenek egy Urusalim(um) nevű települést.
A város legkorábbi ismert uralkodója az i. e. 14. századi Abdi-Heba. Ekkor egy kicsiny vár mellett települő, körülbelül 1500 fős lakossággal bíró város, csekély gazdasági és politikai súllyal. A várost az ún. jebuzi nép  alapította és lakta, amelynek neve a Bibliában is feltűnik. A zsidókkal háborúztak a jebuziak és a Héber Biblia (Ószövetség) szerint vesztettek, de Jeruzsálem nem esett el. Józsué könyve szerint öt kánaáni király, köztük Adonicedek, Jebuz, azaz Jeruzsálem királya összefogott a zsidók ellen, viszont a királyok életükkel fizettek. Jebuz ekkor még megmenekült a zsidó megszállástól. Az izraelita honfoglalás (i. e. 1200) után Benjámin és Júda törzse a jebuzeusok szomszédja lett. A hely akkori neve Jebus vagy Jebúsz, az idegenek városa. A város neve a héber shalom (béke) szó rokona, így sokszor (pl. a Teremtés könyve) egyszerűen csak Sálem-nek nevezték.

## Népesség
1525-ben a városnak 4700 lakosa volt, 1913-ban mintegy 75 ezer. 1979-ben Kelet-Jeruzsálemben 50 ezer zsidó élt, 1993-ban 160 ezer.
A nem zsidók többsége a létminimum alatt él. Az arab lakosság gyorsabban nő, mint a város zsidósága. A városból folyamatos az elvándorlás.

### Népességének változása
| Lakosok száma | 4700 | 12 650 | 15 510 | 45 430 | 53 410 | 205 100 | 345 600 | 457 700 | 657 500 | 936 425 |
|               | 1525 | 1562   | 1844   | 1896   | 1917   | 1946    | 1977    | 1985    | 2000    | 2019    |

### Vallási megoszlás
2005-ben a népesség 65%-a zsidó, 32%-a muszlim és 2%-a keresztény volt. A zsidók többsége ortodox.

## Önkormányzat és közigazgatás

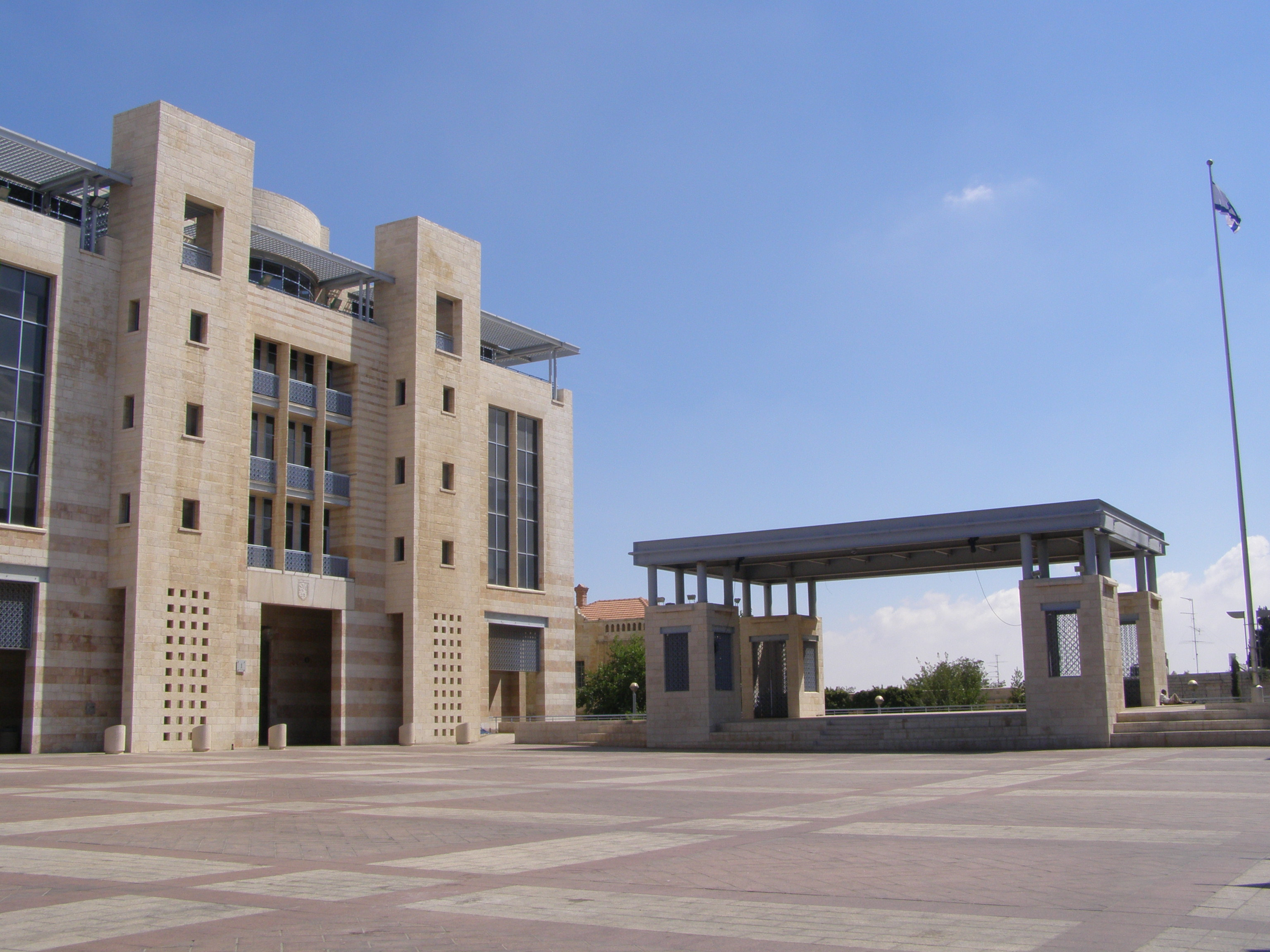
A városháza egy része

A jeruzsálemi önkormányzat székhelye és a polgármesteri hivatal a Jaffa úton, a Safra téren (Kikar Safra) található. Az önkormányzati komplexum két modern épületből és tíz felújított történelmi épületből áll, és egy nagy teret fog körül.
Jeruzsálem polgármesterei:
- Moshe Lion (2018– )
- Nir Barkat (Nyugat-Jeruzsálem; 2008–2018); Zaki al-Ghul (kelet)
- Uri Lupolianski (2003–2008)
- Ehúd Olmert (1993–2003)
- Teddi Kollek (1965–1993)
- Mordeháj Ís Sálóm (1959–1965)

## A város részei
- Abu Tor
- Óváros
- At-Tur
- Atarot repülőtér
- Bab a-Zahara
- Baka
- Bayit VeGan
- Beit HaKerem
- En Kerem

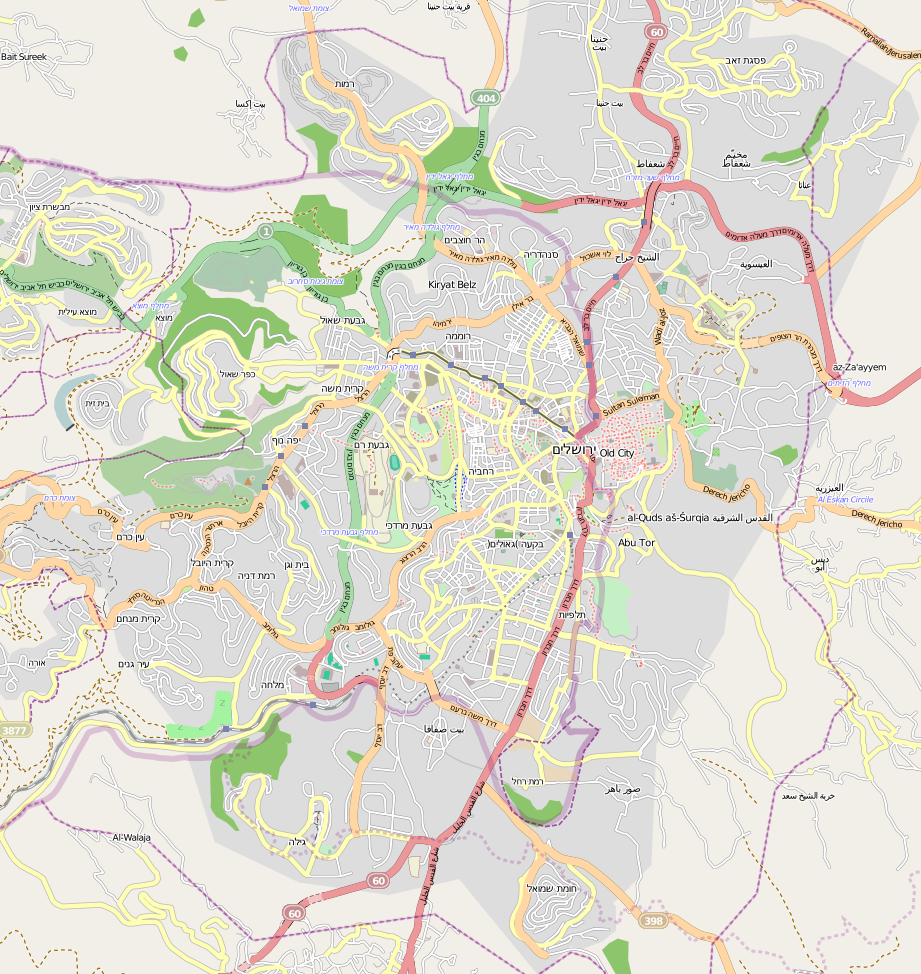
Jeruzsálem térképe

- French Hill (más néven Giv'at Shapira)
- Gilo
- Giva Ram
- Har Choma
- Mea Shearim
- Nof Zion
- Pisgat Ze`ev
- Ramat Eshkol
- Ramat Rachel
- Rehavia
- Scheich Scharra
- Silwan
- Talpiot
- Talpiot Ost
- Umm Tuba
- Yemin Moshe[31]

## Jeruzsálem mint vallási központ

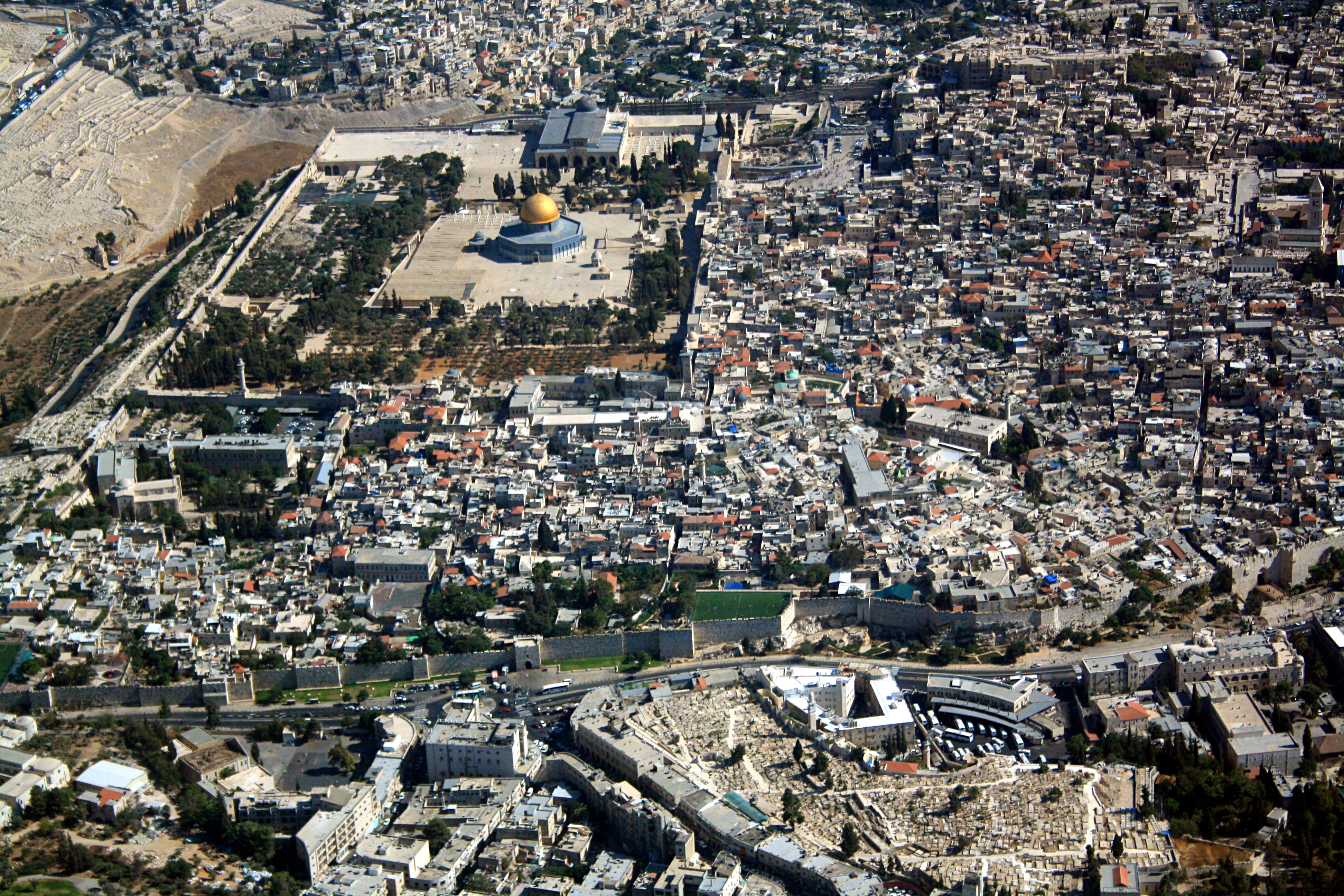
Az óváros egy részének légifotója

Jeruzsálemet a zsidó, a keresztény és az iszlám vallás is szent helynek tekinti. Itt tevékenykedtek mindhárom vallás prófétái, szent emberei, mint Ábrahám, Dávid, Salamon, Zakariás és mások. Jeruzsálem területén 1204 zsinagóga, 158 templom és 73 mecset található. Egyes helyek, mint például a Templomhegy helyzete vitatott. Sok vallási mozgalom működik itt. A zsidóságon belül kiemelkednek az ultraortodox nem cionista és az ortodox cionista csoportosulások. Az iszlám irányzatok közül a szunniták, a síiták, az aleviták és a drúzok találhatók meg itt. A kereszténységen belül a görög ortodoxok, az orosz ortodoxok, a szír ortodoxok, a kartvél ortodoxok, a római és a görögkatolikusok, az ókatolikusok, az evangélikusok, az anglikánok, örmények és etiópok képviseltetik magukat.

### Zsidóság
A zsidók számára az ókorban itt állt Salamon temploma, majd a helyén a babiloni fogság után felépült és Heródes által továbbfejlesztett, majd végül a rómaiak által 70-ben lerombolt hatalmas második templom. Ennek egyedül megmaradt fala, a Kotel, azaz a Siratófal vallásuk legszentebb kegyhelye.
Hitük szerint itt akarta Ábrahám feláldozni Izsákot, s ami a legfőbb: ide várják a Messiás eljövetelét, aki majd újjáépíti a templomot.
A Héber Biblia (Ótestamentum) 632-szer említi a várost. A Biblia Jeruzsálemet Isten fogadott gyermekének mondja. A zsoltárokban hűségeskük is szerepelnek a városhoz. A zsinagógákban a tóraszekrényt a Jeruzsálemhez legközelebbi falnál helyezik el. A napi imát is Jeruzsálem, illetve a Templomhegy felé fordulva végzik (Misna).
A szétszóródott zsidóság évezredek óta mondogatja köszöntésként, hogy „Jövőre Jeruzsálemben!” Valamint él a mondás a zsidóság körében: "Ha elfeledlek, Jeruzsálem, száradjon el a jobbom!"

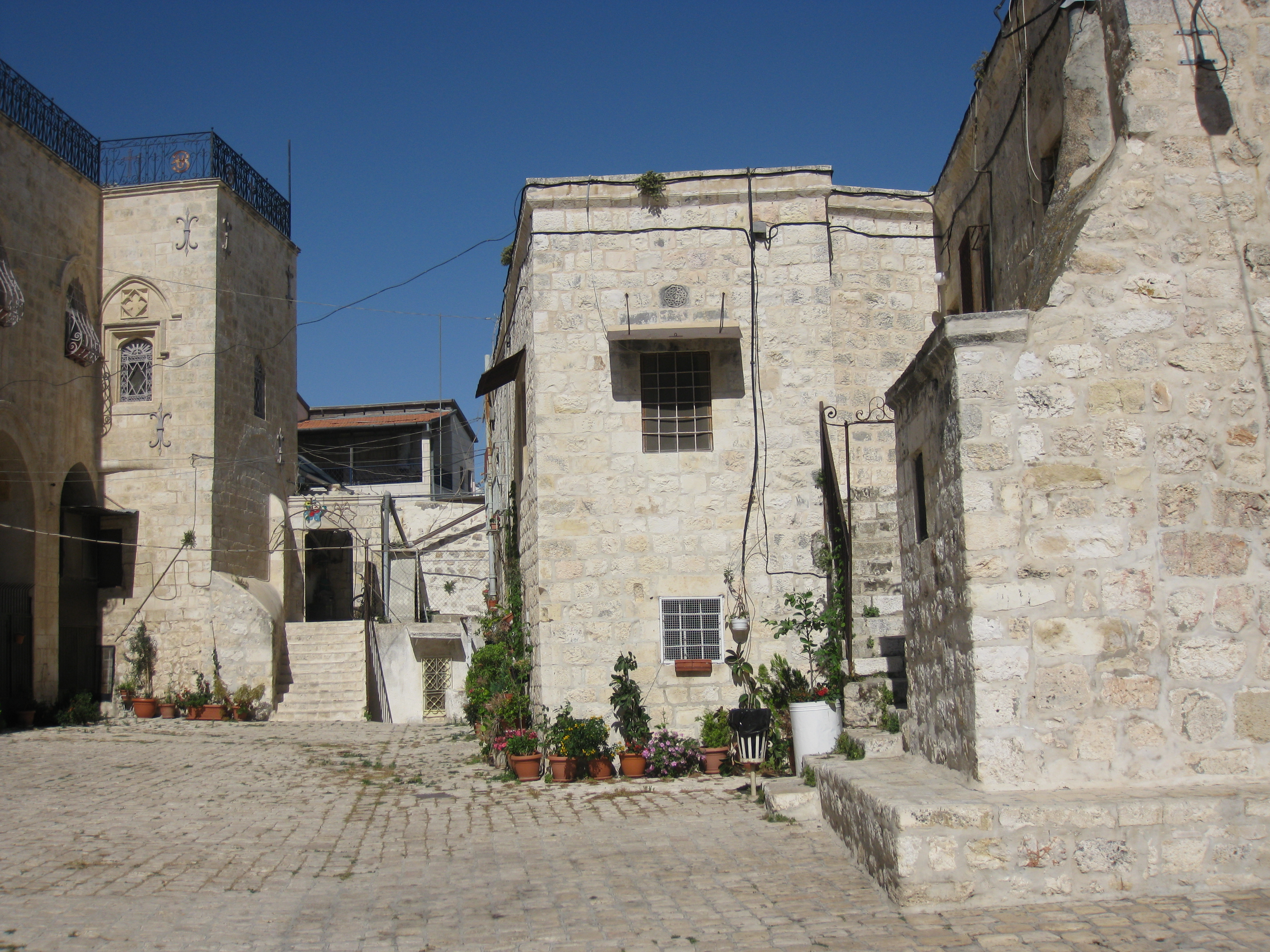
Az örmény negyed

### Kereszténység

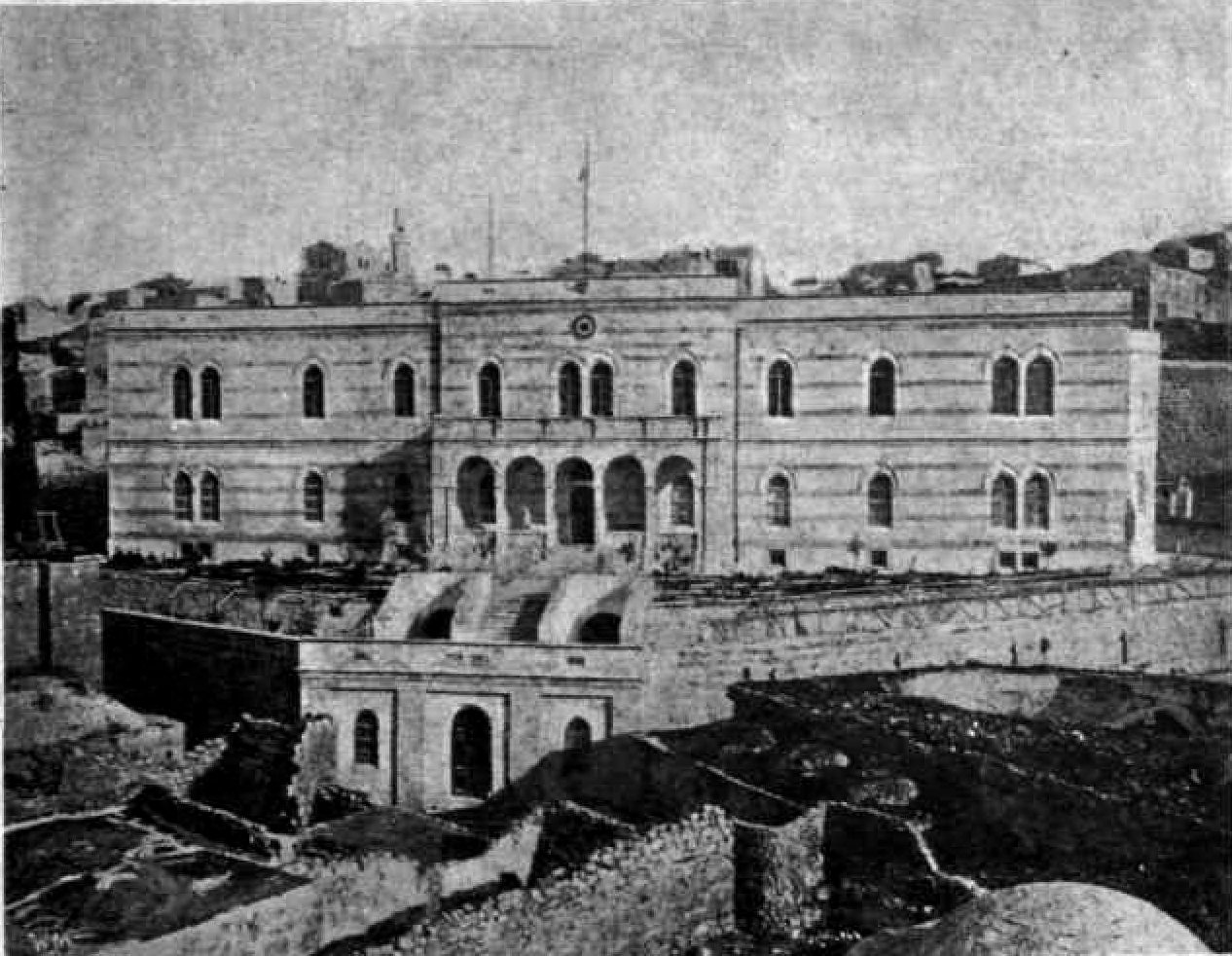
Osztrák-Magyar Zarándokház

A keresztények számára az ószövetségi próféták által dicsért Jeruzsálem a Jézus által elhozott üdvösség előre jelzett színhelye. Jeruzsálem elutasította a hozzá küldött Megváltót, aki ugyanakkor megsiratta a várost. Ez az üdvösség eseményeinek – Jézus kereszthalálának és feltámadásának – színhelye. Az apostolok cselekedeteiben a Szentlélek pünkösdi kiáradásának helyszíne, ahol megszületett az Egyház, és ahol az első keresztény közösség működött. A jelenések könyvében meghirdetett új, mennyei Jeruzsálem előképe. Az Újszövetség több, mint százszor említi a várost.
Fentiek miatt a zarándoklatok kialakulásával kialakult az igény, hogy a keresztények a szent helyeken istentiszteletet végezhessenek. A várost felkereső vallásos keresztények elzarándokolnak Jézus keresztre feszítésének helyéhez és a sírhoz, amelyből feltámadt. A keresztények középkori térképein Jeruzsálemet a világ közepeként jelölték. Ez volt az oka annak is, hogy a keresztes háborúk során Jeruzsálem megszerzéséért folytak a legvéresebb harcok.
A város a Jeruzsálemi latin patriarkátus székhelye.
A Vatikán szeretné, ha az ENSZ nemzetközivé nyilvánítaná Jeruzsálemet, és a pápa felajánlotta, hogy közvetít a béketárgyalásokban.
II. András óta a mindenkori magyar király egyben Jeruzsálem királya is volt.[forrás?]

### Iszlám
A szunnita muszlimok számára Jeruzsálem a harmadik legszentebb helyszín Mekka és Medina után. Mohamed próféta azt vallotta, hogy e városban voltak az őt megelőző próféták, ezért eleinte a parancsára Jeruzsálem felé fordultak az imádkozó (ma Mekkára tekintő) muszlimok (→ kibla).
Itt az óvárosban, a Templom-hegyen áll az Al-Aksza-mecset, amely annak a hagyománynak állít emléket, miszerint Mohamed az itt található szikláról - amely azonos azzal a sziklával, amelyen Ábrahám készült feláldozni fiát (a muszlim változat szerint nem Izsákot, hanem Izmaelt)- emelkedett fel a mennyekbe egy mennyei hátason.
A Korán nem említi egyértelműen Jeruzsálemet, a muszlimok körében elfogadott azonban, hogy a hely, ahonnan Mohamed felemelkedett a mennyekbe az éjszakai utazás során, az Al-Aksza-mecsettel azonos.
682-ben a damaszkuszi kalifa tette meg szent várossá Jeruzsálemet, miután kitiltották őket a Mekkai Hadzsból.

## Közlekedés

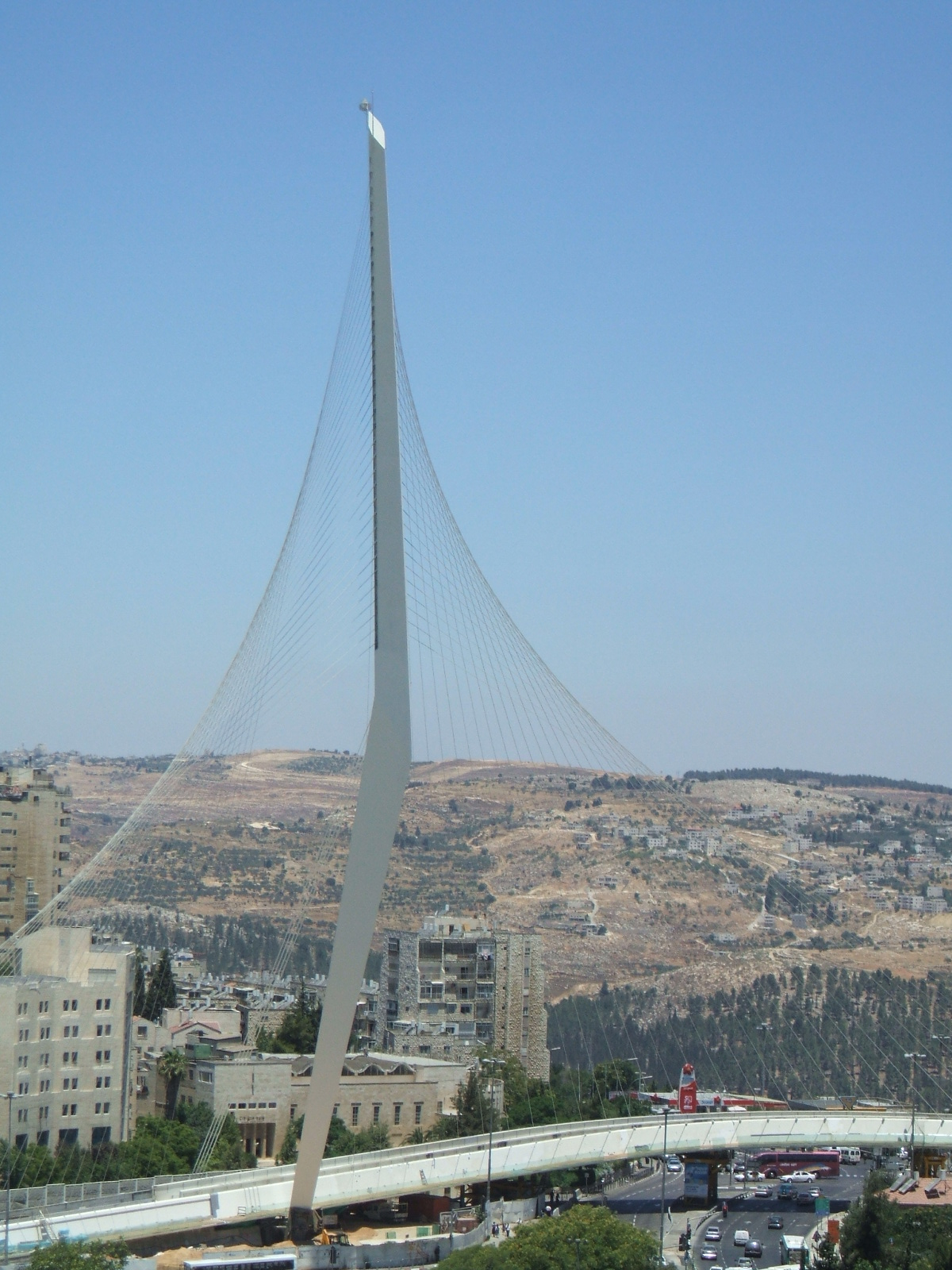
A Húrok hídja

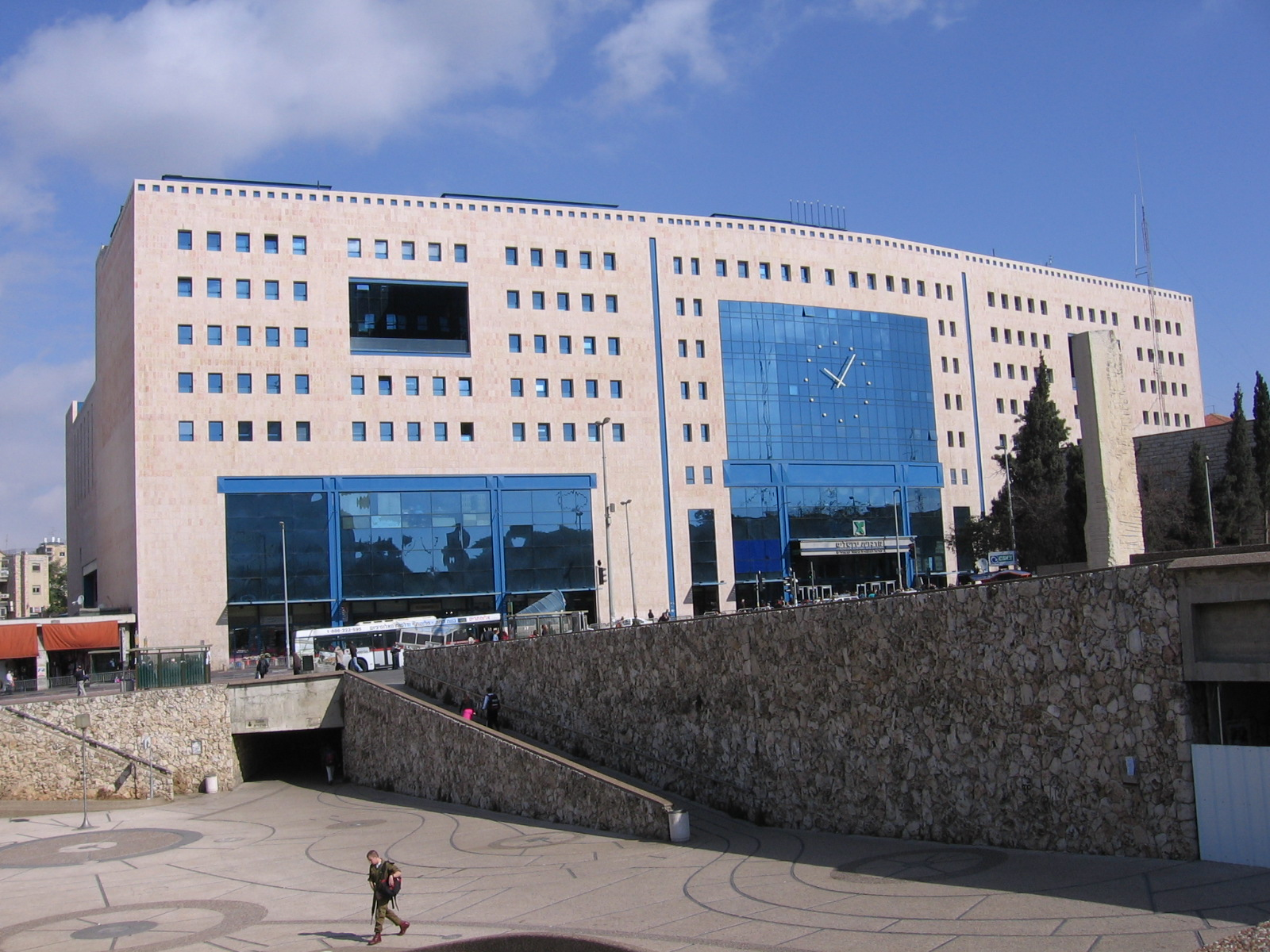
A központi buszpályaudvar épülete

Hegyi helyzete miatt Jeruzsálemet elkerülik a fő izraeli közlekedési vonalak, melyek inkább a parti síkságon húzódnak. A városban is igazodni kell a hegyes-völgyes tájhoz.
A város tömegközlekedése a szabbat miatt péntek estétől szombat estéig szünetel.

### Megközelítése
Jeruzsálemet autópálya köti össze Tel Avivval; ezen egy óra alatt át lehet jutni egyik városból a másikba. Más irányokban országutakon lehet haladni. A Nyugat-Jordánián áthaladó Holt-tengerig menő országút szintkülönbsége 1200 méter.
A város tömegközlekedéssel is megközelíthető az állami busztársaság, az Egged buszaival.
A várostól északra található az Atarot légikikötő, ami csak belföldi járatokat fogadott, és 2001 óta zárva van. A Ben Gurion nemzetközi repülőtér 60 kilométerre északnyugatra fekszik a várostól.
Izraelben a vasútnak alárendelt szerep jut. 1998-ban bezárták a Jeruzsálem–Tel Aviv hegyi vasutat a hosszú menetidő miatt. Hét év szünet után 2005 áprilisában újra közlekednek vonatok Jeruzsálembe. A vonat azonban több kilométernyire áll meg a városközponttól, mert a közelebbi pályaudvart bezárták. A város déli részén található Jerusalem Malcha pályaudvar viszont modern felszereléssel fogadja az utasokat.

### Közlekedés a városban
A legismertebb belvárosi út a Jaffai út, ami a Jaffai kaput és a központi autóbusz-állomást köti össze. Fontos bevásárlóutca és több véres merénylet helyszíne.
Jeruzsálem villamosvonal-hálózatát 2006-ban kezdték el kiépíteni. Jelenleg is üzemelő első vonalát, az 1-es (piros) vonalat 2011. augusztus 19-én adták át, az eredeti határidőhöz képest több éves késéssel. A hálózat hossza 13,28 km, megállóinak száma 23. A járatok csúcsidőben 4,5, napközben 8, peremidőszakokban pedig 12 percenként követik egymást. Naponta mintegy 145 000 utast szállít.

## Turizmus

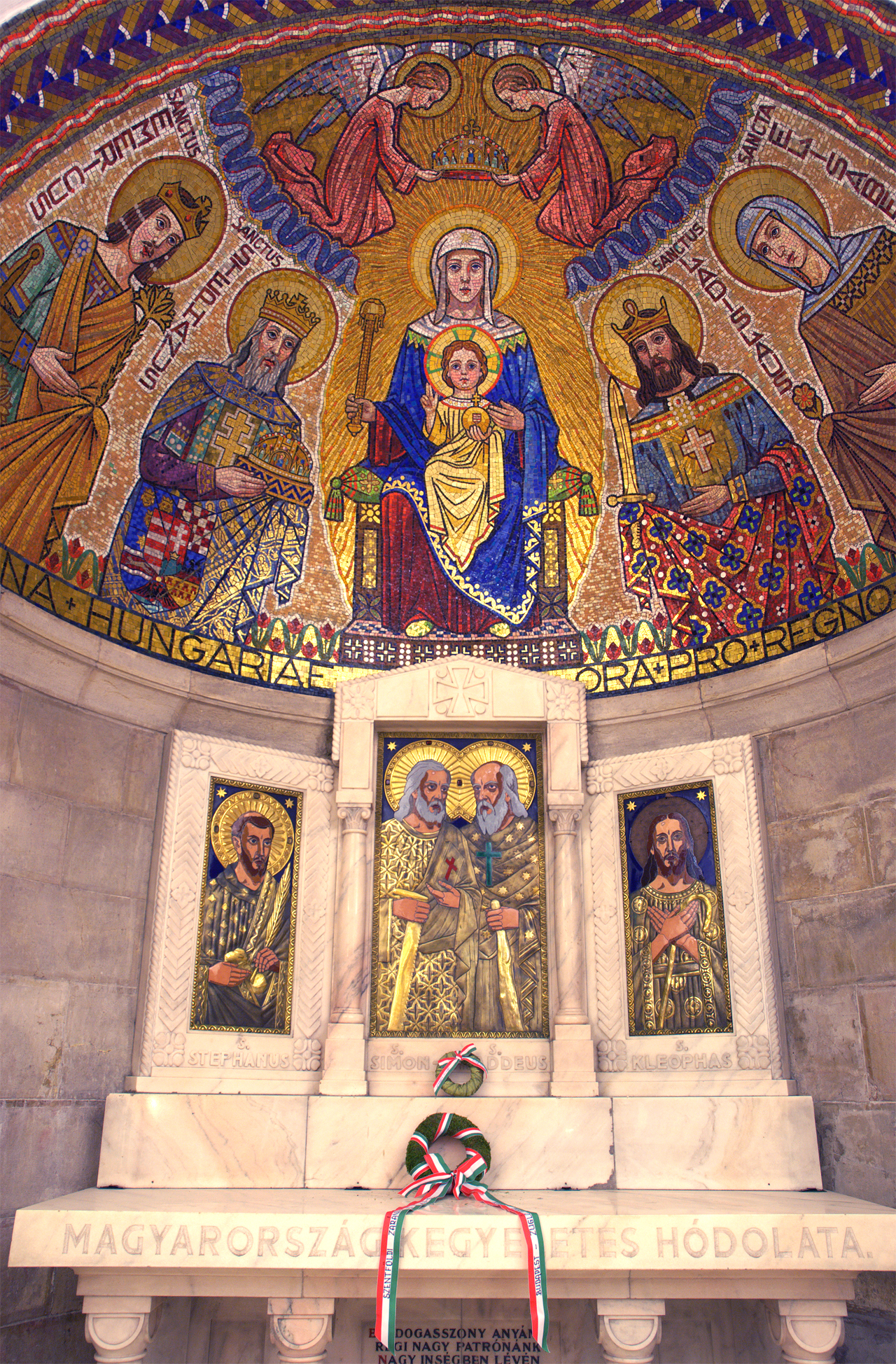
A Mária Elszenderülése templom magyar vonatkozású kápolnája az altemplomban

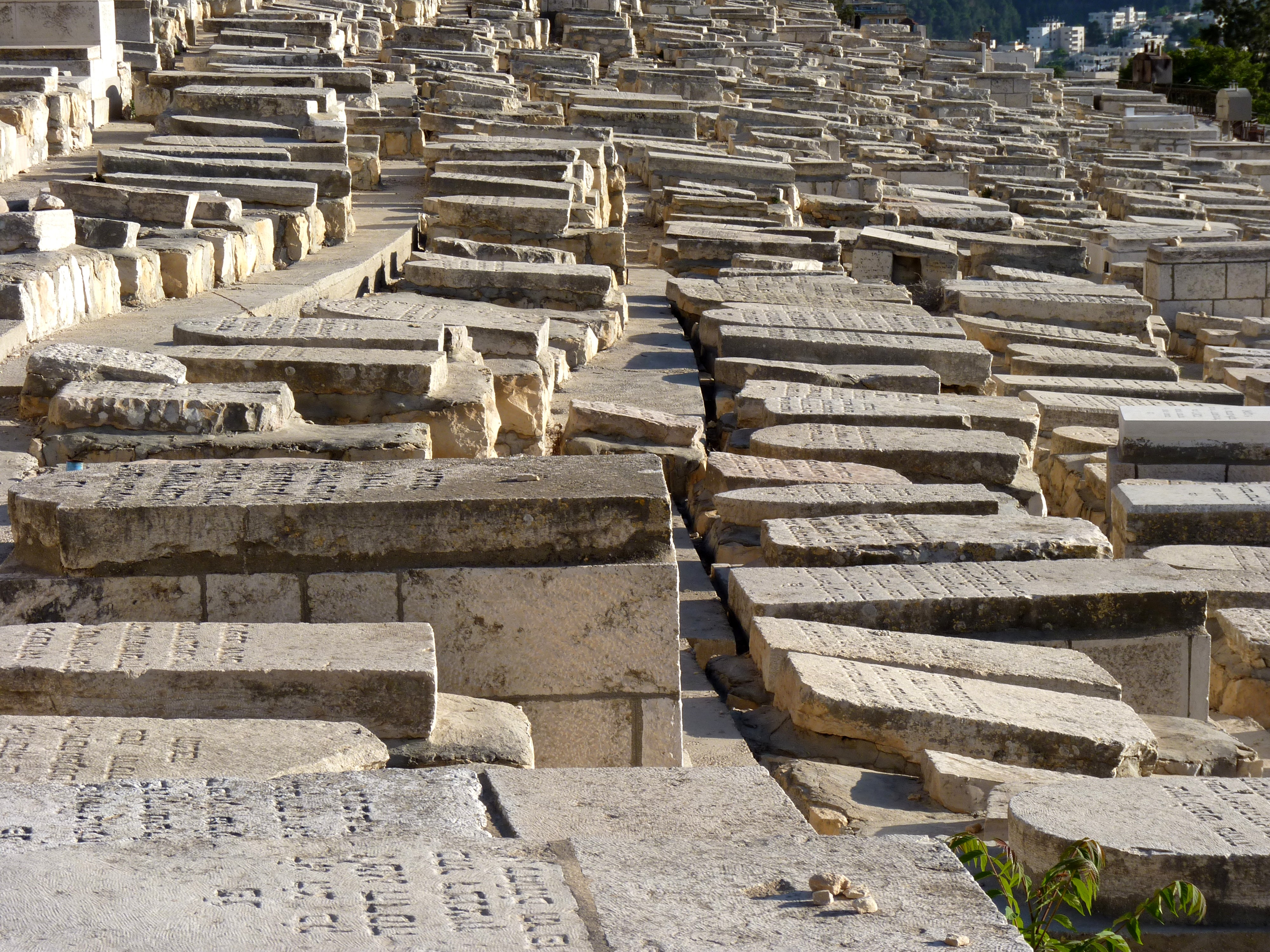
Temető

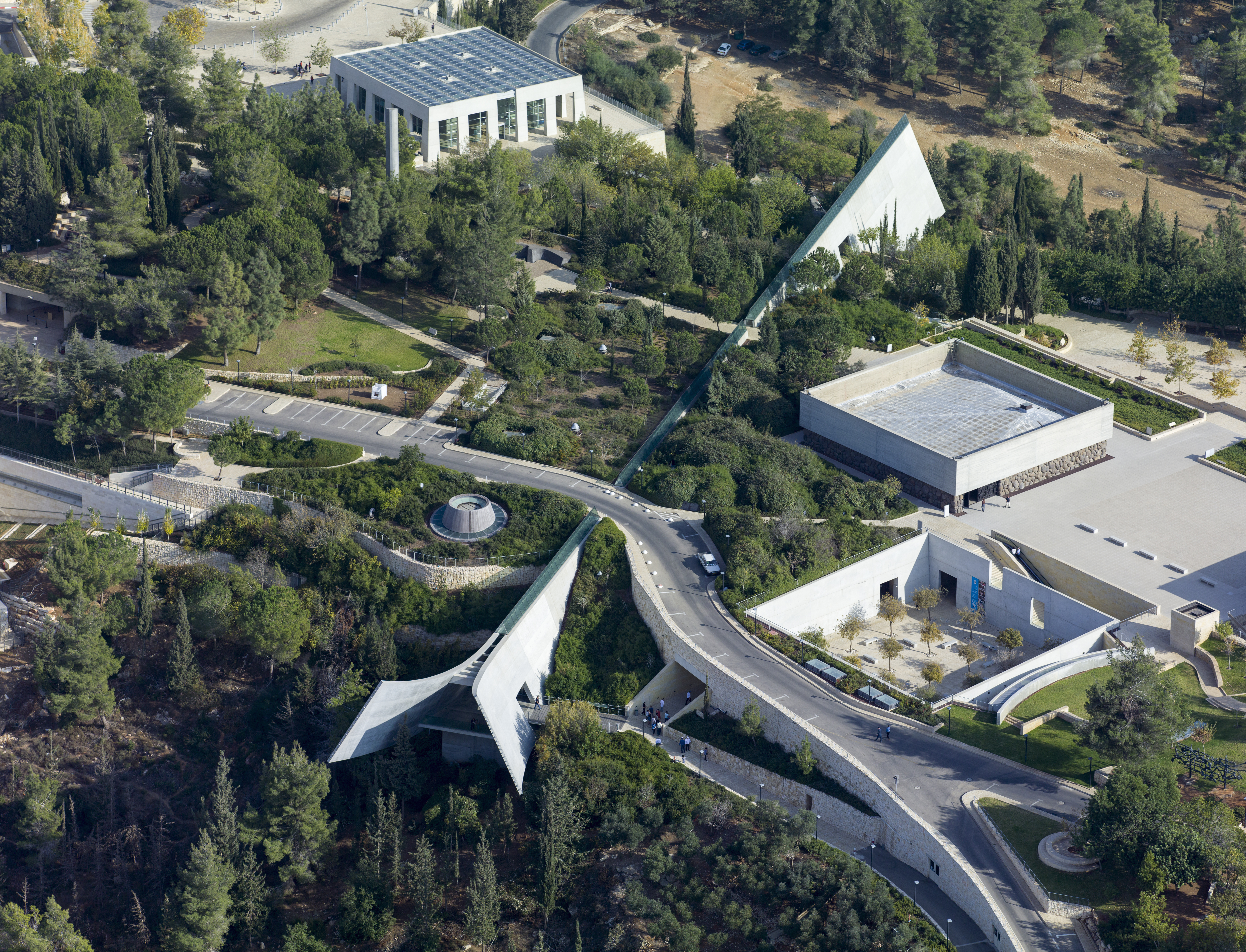
A Yad Vashem a magasból

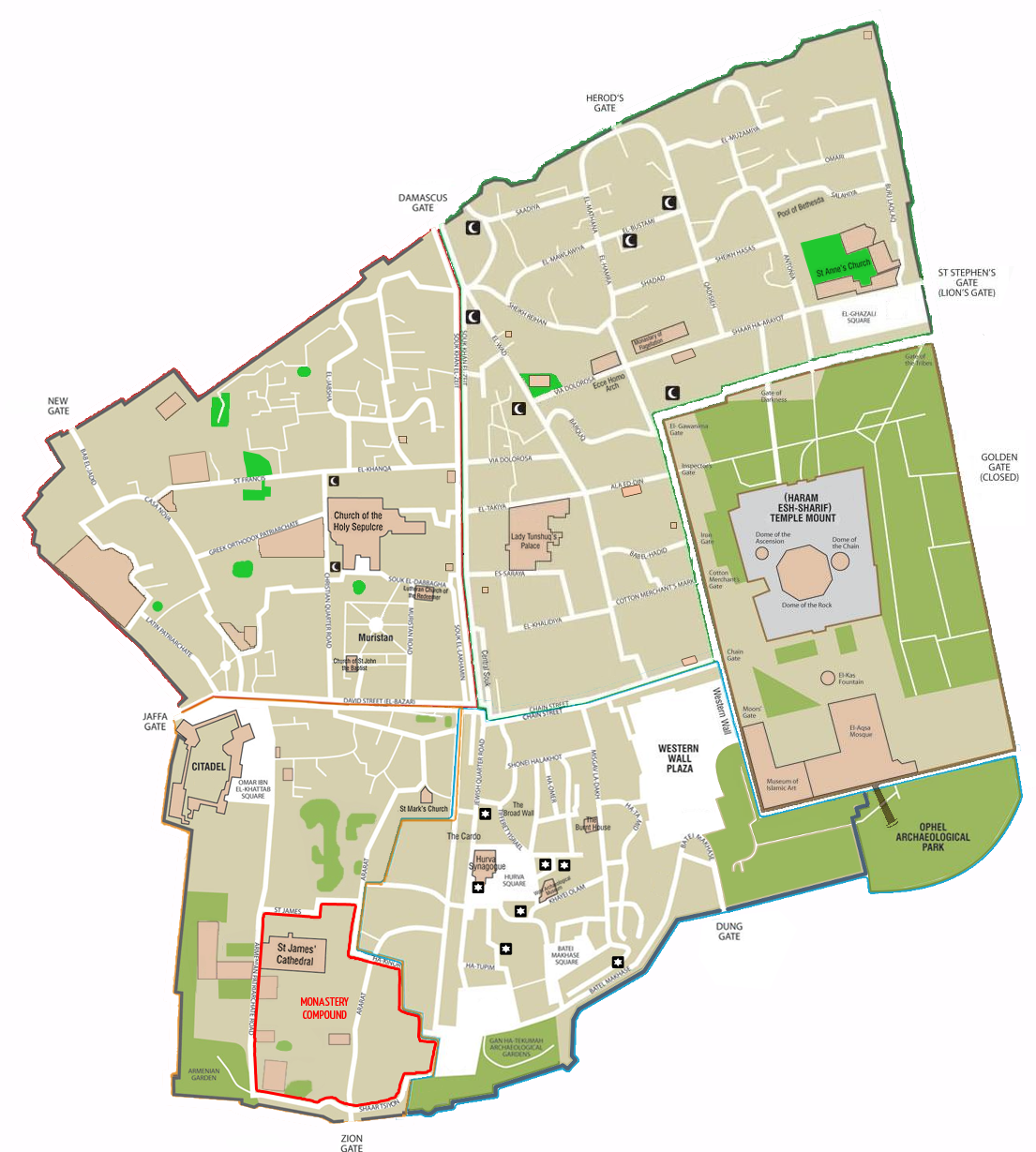
Az óváros térképe (angol nyelvű)

- Jeruzsálemi Archeológiai Park[53] összefoglalja a Templom-hegy  területén és környékén folyó ásatások legújabb eredményeit, amelyek segítségével a látogató képet kap a második Templom idejének Jeruzsáleméről (Ofel, Hulda-kapu, rituális fürdők stb.). A park részét képezi a Virtuális Rekonstrukciós Központ is, amely a legfejlettebb technikával kombinálja a régészeti leletek bemutatásának változatos lehetőségeit: a kiállítás egyik fénypontja a virtuális valóságban bemutatott heródesi Templom-rekonstrukció, éppen olyan formában, ahogyan lerombolása előtt kinézett.
- Dávid városa[54] a Templom-hegytől délre fekvő domboldalon terült el az ősi Jeruzsálem. A Sion városaként is emlegetett települést Dávid, Izrael második királya háromezer évvel ezelőtt foglalta el. Főbb bibliai és régészeti látványosságok itt: Siloám-medence és a hozzá vezető királyi lépcsősor, Ezékiás-alagút, Gihon-forrás, Dávid király palotájának maradványai, Warren-akna. Dávid városa valódi kincsesbánya a történészek és bibliai kort kutató régészek (és laikusok) számára.[55] Három nagy és négy kisebb kapuját 1889-ben egy nyolcadikkal egészítették ki. A városrész több tornyot is magában foglal.
- Nyugati Fal-alagút (wd) [56][57] egy 500m hosszú föld alatti folyosó és termek együttese, amely párhuzamosan halad a Nyugati Fallal, Jeruzsálem óvárosának épületei alatt. Különlegessége, hogy a második templom idejéből megmaradt eredeti fal és út mentén járva, találkozhatunk a Nyugati Fal legnagyobb kövével, amelyet a valaha emberi erővel megemelt legnagyobb kőnek tartanak (13.6 m hosszú, kb. 4 m széles és 570 tonna, nehezebb, mint az egyiptomi piramisok bármelyik építőköve). De van itt ókori vízvezeték, nagycsarnok, sok régészeti lelet és még egy kis zsinagóga is (ami a hagyomány szerint ma a legközelebbi hely az egykori Szentek Szentjéhez).
- A Wohl-múzeum[58] és a Burnt House (wd) szintén a bibliai időket tárja fel.
- Jad Vasem a Holokauszt Áldozatainak és Hőseinek állít emléket; helye a jeruzsálemi Herzl-hegyen elterülő többhektáros komplexum. Magyar vonatkozása a „Világ Igazai fasor”, amelyben 1956 óta tiszteli meg azokat a nem zsidó embereket, köztük magyarokat, akik életük kockáztatásával mentettek zsidókat a holokauszt alatt.
- Időgép[59] Jeruzsálem 3000 éves történetének bemutatása egy izgalmas, interaktív moziban (mozgó székek, spriccelő víz, surround).
- Dávid Torony Múzeum[60] a Jaffa kapu közelében található. A Dávid Torony Jeruzsálem citadellája, egy múzeum és régészeti látványosság egyben. Nagyszerű kilátás nyílik innen Jeruzsálem nagy részére. A Dávid Torony Múzeumban pedig Jeruzsálem 4000 éves történetét nézhetjük végig. A történelem bemutatása modern (kivetítők, hologramok) és klasszikus (térképek, modellek) eszközökkel történik.
- Jeruzsálem óvárosát  a 16. század óta Szulejmán szultán fala veszi körül. A középkor óta keresztény, zsidó, örmény és muszlim negyedre oszlik. 1981-ben az UNESCO a világörökség részévé nyilvánította.

A keresztény negyedben található az Új kapu, az örmény negyeddel határos Jaffai-kapu és az iszlám negyeddel határos Damaszkuszi-kapu. A muszlim negyed további kapui a Heródes-kapu, az István-kapu, és a törökök által lezárt Aranykapu. A zsidó negyedben a Dung-kapu és a Sion-kapu áll. Tőle délnyugatra emelkedik Sion hegye, Dávid király feltételezett sírjával. Az Óváros falának délnyugati végén kezdődő gyaloghíd a béke emlékműve, ami a Jezajás 2,4-et modern stílusban ábrázolja.
Az Óváros és környéke további nevezetességei a Cardo, a Dormitio-templom, a Megváltó-templom, a négy szefárd zsinagóga és a fellegvár.
- Szent helyek:
  - Via Dolorosa (ahol a hagyomány alapján Jézus a kereszttel együtt kiment a Golgotára)
  - a 4. században épült Szent Sír-templom
  - Az Óvárostól keletre helyezkedik el az Olajfák hegye a Getszemáni kerttel.
  - a zsidóság legszentebb helye a Templom-hegy és a második legszentebb helye a Siratófal. Utóbbi a Nyugati fal része.
  - a muszlimok szent helyei a Sziklamecset és az Al-Aksza-mecset a Templom-hegyen.
- Az Óvárostól északra, nyugatra és délre a völgyek felé nyúlik el az újváros, ami a 19. századtól épül. A modern lakóházak, üzletek és a széles utcák éles ellentétben állnak az óváros szegényes körülményeivel, sikátoraival. Itt található a Kneszet, a Hadassa-klinikum zsinagógája a Marc Chagall által festett üvegablakokkal. Még számos más kormányzati központ van az újvárosban, pl. a pénzügyminisztérium, a külügyminisztériummal, a belügyminisztérium és a miniszterelnök székhelye.
- Az Izrael Múzeum a Jézus-kori Jeruzsálem makettjével.[62]
  - További múzeumok:

A Bible Lands Múzeum és a Tower of David-Museum of the History of Jerusalem, az Ariel-Center for Jerusalem in the First Temple Period és a Rockefeller-múzeum szintén történelmi témájú kiállításokkal várja a közönséget.
A Természettörténeti Múzeum és a Bazabel-múzeum a népművészettel és a népköltészettel, az Ammunition Hill Museum, a Herzl-múzeum, az Old City-múzeum, a Menachem Begin Heritage Center és a Mount Zion Cable Car a modern Izrael történetével és előtörténetével foglalkozik.
- Menóra – hétkarú gyertyatartó: A zsidó nép egyik legősibb szimbóluma az Izraeli Parlament, a Kneszet mellett található. Készítője az 1877-ben Németországban született, de a zsidóüldözések elől Angliába költözött Benjámin Elkáná (Benno Elkan) szobrászművész. A Menórát a brit Parlament 1956-ban ajándékozta Izrael Államnak.

A Menórán a következő héber felirat olvasható: "A Menóra a hit fényének és a reménynek a jelképe, amelyek a négyezer évig tartó szenvedés során végigkísérték a zsidó népet azon küldetésében, hogy az emberek és a nemzetek közötti igazságosság hitvallását hirdesse. Izrael Államának jelképe. Ez a menóra, mely a zsidó történelem kimagasló személyiségeinek és legjelentősebb eseményeinek kíván emléket állítani, Anglia ajándéka a Kneszetnek. 1956."
- Jeruzsálemben működik többek között a Jerusalem Symphony Orchestra.[71]

## Gazdaság
Jeruzsálem gazdasága kulturális jelentőségén és a közigazgatásban betöltött szerepén alapul; ennek megfelelően erős a szolgáltatói szektor. A város lakói közül sokan a városi, állami közigazgatásban, vagy a művelődési intézményekben dolgoznak. Az ipar háttérbe szorul. A város üzemei üveg- fém-, bőrárukat, cipőt, cigarettát állítanak elő. A gyárak a külső kerületekben összpontosulnak. Az óvárosnak a turizmusban van jelentősége. 180 technológiai cég 12 ezer alkalmazottat foglalkoztat.
Az arabok és a zsidók által lakott városrészek fejlettsége különböző, így a legtöbb arab nem jut hozzá azokhoz a szolgáltatásokhoz, amelyek a zsidók számára elérhetők. Habár a város lakosságának harmada arab, a közműveknek csak a tizedéhez férnek hozzá.

## Művelődés
Számos kutatási és művelődési intézmény működik a városban.
A legismertebbek: az 1918-ban alapított Jeruzsálemi Héber Egyetem, az 1959-es alapítású Izraeli Akadémia, a Planetárium, a Gulbenkian-könyvtár és a Zsidó Nemzeti És Egyetemi Könyvtár. Itt található az 1890-ben École Biblique et École Archéologique Française, az 1927 óta működő Pápai Bibliaintézet és az 1963-ban megnyílt Zsidó Vallási Intézet.

## Híres szülöttei
A legismertebb Jeruzsálemben született személyek:
- Jichák Rabin miniszterelnök,
- Ámosz Oz
- David Grossman író,
- Nir Barkat polgármester
- Natalie Portman színésznő.

## Testvérvárosok
- Fez, Marokkó, 1982 óta
- New York, USA, 1992 óta
- Buenos Aires, Argentína
- Prága, Csehország

### Történeti források
- Josephus Flavius: A zsidó háború. Ford. Révay József. Budapest: Gondolat Kiadó. 1964.
- Josephus Flavius: A zsidók története. Budapest: Európa Könyvkiadó. 1980.  ISBN 963-07-1973-8
- Ammianus Marcellinus: Róma története. Budapest: Európa Könyvkiadó. 1993.  ISBN 963-07-5551-3

### Modern irodalom
- Bozsóky Pál Gerő: A Jeruzsálemi Latin Királyság. Szeged: Agapé. 2004.  ISBN 963-458-285-0
- Michael Bade: Jerusalem: Die heilige Stadt: Ein Lesebuch. (németül) Freiburg/Elbe: Herder. 2009.  ISBN 978-3-451-06058-8
- Simon Goldhill: Jerusalem: City of Longing. (angolul) Bonn: Harvard University Press. 2008.  ISBN 0-674-02866-X
- Helmut Hubel: Jerusalem im Widerstreit politischer und religiöser Interessen: Die Heilige Stadt aus interdisziplinärer Sicht. (németül) Szerk. Tilman Seidensticker. Frankfurt am Main: Peter Lang Verlag. 2004.  ISBN 9783631510575
- Gerhard Konzelmann: Jerusalem. 4000 Jahre Kampf um eine heilige Stadt. (németül) München: Dt. Taschenbuch-Verlag. 1991.  ISBN 9783423107389
- Max Küchler: Art. Jerusalem. In  Neues Bibellexikon Band II H-N. (németül) Szerk. Manfred Görg, Bernhard Lang. Zürich, Düsseldorf: Benziger. 1995.  ISBN 3-545-23075-9
- Gil Yaron: Jerusalem: ein historisch-politischer Stadtführer. (németül) Bonn: Bundeszentrale für Politische Bildung. 2008.  ISBN 978-3-89331-836-0
- Simon Sebag Montefiore: Jerusalem. Die Biographie. (németül) Frankfurt am Main: S. Fischer Verlag. 2011.  ISBN 978-3-10-050611-5
- Steven Runchiman: A keresztes hadjáratok története. Budapest: Osiris Kiadó. 2002.  ISBN 9789633893470
- Bozsóky Pál Gerő: Keresztes hadjáratok. Szeged: Agapé. 1994.  ISBN 963-458-018-1
- Magyarország és a keresztes háborúk: lovagrendek és emlékeik. Szerk. Laszlovszky József, Majorossy Judit, Zsengelér József. (hely nélkül): Attraktor. 2006.  ISBN 9789639580640
- Simon Sebag Montefiore: Jeruzsálem. Egy város életrajza. Pécs: Alexandra. 2014.  ISBN 978-963-357-343-3